# Hans Georg Nägeli
Hans Georg Nägeli, född den 26 maj 1773 i kantonen Zürich, död den 26 december 1836 i Zürich, var en schweizisk musiker. 

## Biografi
Nägeli ägde från 1792 en musikhandel. Han var (från 1811) i Schweiz, liksom Zelter i Tyskland och Haeffner i Sverige, skapare av de fyrstämmiga manssångföreningarna, men mera än de andra upphovsman till verkliga folksångföreningar, då hans verksamhet riktade sig mera mot det egentliga folket än mot de bildade klasserna. 
Nägeli komponerade själv visor (bland annat Freut euch des Lebens), mer än 200 manskörsånger, flerstämmiga sånger för kyrka och skola samt klaverstycken, stiftade och presiderade vid en stor förening för tonkonstens främjande, var flera år sånglärare vid en folkskola. 
Nägeli utgav, jämte samlingar av äldre musik, åtskilliga musikaliska skrifter, bland andra Gesangbildungslehre nach Pestalozzischen Grundsätzen (1810) (sångutbildning enligt Johann Heinrich Pestalozzi principer), Vorlesungen über Musik (1826) och Musikalisches Tabellenwerk zur Volksschulen (1828). Nägelis biografi skrevs av Johann Jakob Schneebeli (1873) med flera.